# El carbón rodante

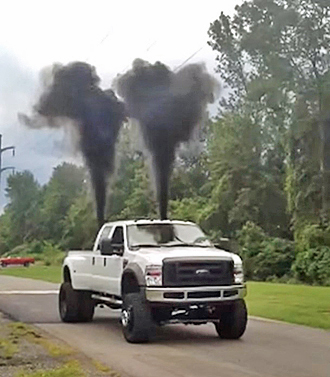
A Ford F-450 "carbón rodante" (soplando grandes nubes de oscuro humo gris de diesel)

El carbón rodante es la práctica de modificar un Motor diésel para aumentar la cantidad de combustible que ingresa al motor con el fin de emitir grandes cantidades de hollín y gases de escape de color negro o gris en el Aire. Tales modificaciones pueden incluir la remoción intencional del  filtro de partículas. Los profesionales a menudo modifican adicionalmente sus vehículos instalando interruptores de humo y chimeneas. Las modificaciones a un vehículo para habilitar el carbón rodante pueden costar entre 200 y 5.000 dólares estadounidenses.

## Fondo
El carbón rodante a menudo se hace con fines de entretenimiento. Algunos conductores activan intencionalmente el rodaje de carbón en presencia de vehículos híbridos (se le conoce como " Prius repelente"). Los practicantes citan la "libertad estadounidense" y una posición contra el "desenfrenado ambientalismo" como razones para rodar el carbón.
Una preocupación son las infracciones de seguridad vial, ya que el humo negro puede afectar la visibilidad, aumentando los riesgos de choques de vehículos motorizados. y es una violación de las leyes de aire limpio.

## Legalidad

### Estados Unidos
En julio de 2014, la Agencia de Protección Ambiental de Estados Unidos declaró que la práctica era ilegal, ya que violaba la  Ley de Aire Limpio que prohíbe la fabricación, venta e instalación "de una pieza de un vehículo motorizado que evita, anula o inutiliza cualquier dispositivo de control de emisiones y prohíbe a cualquier persona manipular un dispositivo de control de emisiones en un vehículo motorizado quitándolo o haciéndolo inoperable antes o después de la venta o entrega al comprador".

### Leyes por estado
| Estado        | Número    | Año  | Eficaz               | Notas |
| ------------- | --------- | ---- | -------------------- | --- |
| Colorado      | HB16-1319 | 2016 | N/A                  | |
| Colorado      | HB17-1102 | 2017 | N/A                  | |
| Colorado      | SB17-278  | 2017 | 5 de junio de 2017   | |
| Connecticut   | HB-6975   | 2017 | 1 de octubre de 2017 | “Cualquier persona que viole las disposiciones de esta subdivisión será multada con no más de mil dólares o encarcelada con no más de treinta días, o ambos..” |
| Connecticut   | HB-5871   | 2019 | N/A                  | “Para evitar ataques de prejuicio que emplean la práctica de "carbón rodante"... cualquier persona culpable de intimidación basada en intolerancia o prejuicio en cuarto grado será culpable de un delito menor de clase A.” |
| Idaho         | SB1130    | 2017 | N/A                  | |
| Illinois      | HB3553    | 2015 | N/A                  | En marzo de 2015, el representante de Asamblea General de Illinois Will Guzzardi publicó un proyecto de ley proponiendo imponer una multa de $ 5,000 a cualquiera que retire o altere el equipo de emisiones de la EPA de su vehículo. Guzzardi ha dejado claro que "la multa se sumaría a cualquier sanción impuesta por la ley actual que prohíbe la manipulación de emisiones." |
| Maryland      | HB848     | 2016 | N/A                  | |
| Maryland      | HB11      | 2017 | 1 de octubre de 2017 | |
| Massachusetts | H.3097    | 2019 | N/A                  | |
| New Jersey    | SB2418    | 2014 | 4 de mayo de 2015    | En mayo de 2015, el gobernador de Nueva Jersey Chris Christie promulgó un proyecto de ley que prohíbe la modificación de vehículos con motor diésel para aumentar las emisiones de partículas con el propósito de laminar carbón. Aquellos que se encuentren en violación están sujetos a una multa por parte del Departamento de Protección Ambiental del estado. El proyecto de ley fue presentado por el asambleísta estatal Tim Eustace después de que una camioneta lanzara humo en el Nissan Leaf de Eustace mientras conducía por la New Jersey Turnpike. |
| New York      | S8201     | 2016 | N/A                  | |
| New York      | S37       | 2017 | N/A                  | |
| New York      | S38       | 2019 | N/A                  | |
| Utah          | HB110     | 2015 | 12 de mayo de 2015   | |
| Utah          | HB171     | 2018 | N/A                  | |
| Utah          | HB139     | 2019 | N/A                  | |

#### California
las pruebas de emisiones son más comunes en Utah, pero las sanciones por 'carbón rodante' no han cambiado La Patrulla de Caminos de California o la policía local pueden citar un vehículo en esta sección u otros por liar carbón.

#### Colorado
Prohíbe la exposición molesta de los gases de escape de los vehículos de motor, que es la liberación consciente de hollín, humo u otras emisiones de partículas de un vehículo de motor con una clasificación de peso bruto del vehículo de 14,000 libras o menos en el aire y en las carreteras, otros vehículos de motor, ciclistas, o peatones, de una manera que obstruya u oscurezca la vista de otra persona de la calzada, otros usuarios de la calzada o un dispositivo de control de tráfico o de otra manera crea un peligro para un conductor, ciclista o peatón.

#### Connecticut
Ninguna persona operará un vehículo motorizado de manera que provoque una exhibición visual de humo que consista en la liberación de hollín, humo u otras emisiones de partículas al aire y a las carreteras, otros vehículos motorizados, ciclistas o peatones, con la intención de ( A) causar que una persona razonable se sienta acosada, molesta o alarmada, (B) obstruir u oscurecer la vista de cualquier persona de la carretera, otros usuarios de la carretera o un dispositivo de control de tráfico, o (C) crear un peligro para un operador de vehículo motorizado , ciclista o peatón.

#### Indiana
Los vehículos pueden tener equipos para evitar "escapes de humos o vapores excesivos". Un hilo de Reddit hizo referencia a la posibilidad de emitir una citación basada en la creación de un peligro para la seguridad al oscurecer la visibilidad de la carretera.

#### Maryland
Una persona no puede hacer que, a sabiendas o intencionalmente, un vehículo motorizado diesel descargue humo, hollín u otras emisiones de escape claramente visibles sobre otra persona o vehículo motorizado. Exime las operaciones normales, los vehículos comerciales grandes y los vehículos de obras de construcción.

#### Massachusetts
"Ninguna persona que opere un vehículo diésel liberará intencionalmente cantidades significativas de hollín, humo u otras emisiones de partículas en el aire, en las carreteras u otros vehículos de manera que obstruya u oscurezca la vista de otra persona de la carretera, otros usuarios del carretera, o un dispositivo de control de tráfico o crea un peligro para el conductor ".

#### Nueva Jersey
Prohibiciones relativas a ciertas modificaciones de vehículos con motor diésel. Ninguna persona podrá modernizar un vehículo con motor diesel con ningún dispositivo, chimenea u otro equipo que mejore la capacidad del vehículo para emitir hollín, humo u otras emisiones de partículas, ni deberá liberar intencionalmente cantidades significativas de hollín, humo u otras emisiones de partículas. en el aire y en las carreteras y otros vehículos mientras se opera el vehículo, conocido coloquialmente como "laminación de carbón". Las regulaciones del Departamento de Protección Ambiental de Nueva Jersey también prohíben los "vehículos para fumar", y el departamento tiene una línea directa de denuncia.

#### Carolina del Norte
En 2016, una pregunta al Director de Calidad del Aire de Carolina del Norte Occidental sobre el "carbón rodante" hizo referencia a la ley estatal.  Vehicles driven on a highway must have equipment to prevent "annoying smoke and smoke screens".  Durante cualquier modo de operación, los vehículos que funcionan con diesel no pueden emitir por más de cinco segundos consecutivos contaminantes visibles más oscuros que una densidad específica.

#### Texas
La Comisión de Calidad Ambiental de Texas (TCEQ) desmanteló su programa de informes de vehículos que fuman en todo el estado. Los informes sobre vehículos que fuman todavía se pueden hacer a través del Programa Regional de Vehículos para Fumar del Centro Norte de Texas en el área de Dallas-Fort Worth, que incluye los condados de Collin, Dallas, Denton, Ellis, Erath, Hood, Hunt, Johnson, Kaufman, Navarro, Palo Pinto, Parker, Rockwall, Somervell, Tarrant y Wise.

#### Utah
El Departamento de Vehículos Motorizados puede suspender o revocar el registro de un vehículo si un departamento de salud local le notifica que el vehículo no puede cumplir con los estándares estatales o locales de emisiones al aire.  Excepto durante el calentamiento o el remolque pesado, o para vehículos con un peso bruto vehicular superior a 26,000 libras, un motor diésel no puede emitir contaminantes visibles durante la operación si se fábrica después de 2007, o no puede emitir contaminantes mayores que una densidad específica si se fábrica antes de 2008. Un incidente de carbón rodando sobre un ciclista fue capturado en cámara en agosto de 2018 y remitido al fiscal del condado de Kane. En marzo de 2020, los miembros del elenco de la serie de telerrealidad "Diesel Brothers" con sede en Utah, y las empresas que poseen, fueron multados con un total de 850.000 dólares por infracciones de la Ley de Aire Limpio.

### Ordenanzas e informes del condado o municipal

#### Hudson, Colorado[48]
Será ilegal que cualquier persona participe en una exhibición molesta de gases de escape de vehículos de motor, que es la liberación consciente de hollín, humo u otras emisiones de partículas de un vehículo de motor con una clasificación de peso bruto del vehículo de catorce mil (14,000) libras o menos en el aire y en las carreteras, otros vehículos de motor, ciclistas o peatones, de una manera que obstruya u oscurezca la vista de otra persona de la carretera, otros usuarios de las carreteras o un dispositivo de control de tráfico o de otra manera crea un peligro para un conductor , ciclista o peatón. La ordenanza, que se aprobó en septiembre de 2017, exime a varias categorías de vehículos y prevé una multa de hasta $ 499.

#### Overland Park, Kansas[49][50]
El motor y el mecanismo de potencia de todo vehículo de motor estarán equipados y ajustados de manera que se evite el escape de humos o vapores excesivos.

#### Salt Lake, Davis, Utah, condados de Weber / Morgan, Utah
Estos condados tienen formularios de informe de "vehículos para fumar" en línea.

#### Cheyenne, Wyoming
Una persona no deberá participar en una exhibición molesta de gases de escape de vehículos de motor, que es la liberación consciente de hollín, humo u otras emisiones de partículas de un vehículo de motor con una clasificación de peso bruto del vehículo de catorce mil (14,000 ) libras o menos en el aire. y en carreteras, otros vehículos de motor, ciclistas o peatones, de una manera que obstruya u oscurezca la vista de otra persona de la carretera, otros usuarios de la carretera o un dispositivo de control de tráfico, o que de otra manera cree un peligro para un conductor, ciclista, o peatón. La ordenanza, que se aprobó en julio de 2017, exime a varias categorías de vehículos y prevé una multa de hasta $ 750 y hasta seis meses de cárcel. Un primer intento en julio de 2016 falló, pero la policía de Cheyenne había aclarado en ese momento que habían estado escribiendo multas por laminación de carbón bajo la ley estatal.

### Ley Provincial
| Provincia          | Factura | Año  | Eficaz | Notas |
| ------------------ | ------- | ---- | ------ | --- |
| Columbia Británica | M 232   | 2017 | N/A    | "Este proyecto de ley prohibiría la manipulación de los dispositivos de control de emisiones en los vehículos de motor después de su venta.." |

#### Columbia Británica
"Una persona que contravenga esta sección comete un delito y, en caso de condena, puede pagar una multa de no menos de $ 50 y no más de $ 5,000."

#### Ontario
El Ministerio de Medio Ambiente, Conservación y Parques prohíbe la manipulación de los sistemas de emisiones de los vehículos diésel para producir "emisiones visibles". Las multas oscilan entre $ 305 y $ 1,000 CAD.

## Ver además
- Southwest Airlines